# Elecciones de la Corte Suprema de Wisconsin de 2020
Las elecciones de la Corte Suprema de Wisconsin de 2020 se celebraron el 7 de abril de 2020 para elegir a un juez de la Corte Suprema de Wisconsin por un período de diez años. La jueza del circuito del condado de Dane, Jill Karofsky, derrotó al magistrado titular Daniel Kelly, inclinando la ideología de la corte hacia los liberales. 
Como se presentaron más de dos candidatos, se celebró una primaria no partidista el 18 de febrero de 2020. En la primaria, el profesor universitario Edward A. Fallone fue eliminado. 
Las elecciones generales se llevaron a cabo durante el repunte inicial de la pandemia de COVID-19 en Estados Unidos, y los republicanos estatales se opusieron de forma controvertida a posponer las elecciones de primavera (una medida vista en gran parte como un intento de beneficiar a Kelly al reducir la participación electoral). La amplia victoria de Karofsky fue solo la segunda ocasión desde la década de 1960 en la que un juez titular de la corte fue derrotado. Aunque la elección fue formalmente no partidista, su resultado en las generales fue visto como una victoria para el Partido Demócrata, mientras que Kelly era un conservador respaldado por el Partido Republicano (y que había sido apoyado por el entonces presidente de Estados Unidos, Donald Trump, también republicano).

## Antecedentes
Aunque Prosser había sido reelegido para un segundo mandato de diez años en 2011, con vencimiento en 2021, la vacante creada por su renuncia adelantó la elección para un nuevo mandato completo en ese escaño al año 2020. La Constitución de Wisconsin estipula que las elecciones anticipadas para mandatos completos pueden desencadenarse por una vacante. La constitución también establece que no es permitido que más de un escaño esté en disputa en el mismo año. Las elecciones deben adelantarse a un año anterior tras una vacante, pero solo si existe un año más próximo sin una contienda programada.Todas las elecciones de la Corte Suprema se celebran durante las elecciones de primavera, a principios de abril.Como no había elecciones para la Corte Suprema programadas en 2020, pero sí en 2016, 2017, 2018 y 2019, la vacante trasladó la elección a la siguiente fecha posible, en 2020. Esto permitió que el sucesor de Prosser sirviera como juez durante cuatro años antes de que su escaño volviera a estar en disputa.

## Nombramiento interino

### Designado
- Daniel Kelly, abogado[3][4]

### Considerados pero no designados
- Michael B. Brennan, presidente del Comité de Selección de Asesoría Judicial del gobernador Walker[5]
- Andrew Brown, abogado[6]
- Claude Covelli, abogado[6]
- Mark Gundrum, juez del Tribunal de Apelaciones de Wisconsin para el Segundo Distrito[5]
- Brian Hagedorn, juez del Tribunal de Apelaciones de Wisconsin para el Segundo Distrito[5]
- Thomas Hruz, juez del Tribunal de Apelaciones de Wisconsin para el Tercer Distrito[5]
- Randy R. Koschnick, expresidente del Tribunal de Circuito del Tercer Distrito (2013-2017)[5]
- James A. Morrison, juez del Tribunal de Circuito del Condado de Marinette (Sección 2)[6]
- Ellen Nowak, exsecretaria del Departamento de Administración de Wisconsin (2018-2019)[5]
- Paul Scoptur, abogado[5]
- Jim Troupis, exjuez del Tribunal de Circuito del Condado de Dane (Sección 3) (2015-2016)[5]

## Elección primaria

### Candidatos

#### Clasificados
- Jill Karofsky, jueza del Tribunal de Circuito del Condado de Dane (Sección 12)[7]
- Daniel Kelly, magistrado titular de la Corte Suprema de Wisconsin[8]

#### Eliminado en la primaria
- Edward A. Fallone, profesor de derecho en la Universidad Marquette y candidato a la Corte Suprema de Wisconsin en 2013[9]

Resultados de la primaria por condado:

| Candidato              | Votos   | %      |
| ---------------------- | ------- | ------ |
| Daniel Kelly (titular) | 352,876 | 50.04% |
| Jill Karofsky          | 261,783 | 37.13% |
| Edward A. Fallone      | 89,184  | 12.65% |
| Por escrito            | 1,295   | 0.18%  |
| Votos totales          | 705,138 | 100,0% |

## Elección general

### Pandemia de COVID-19, intentos de posponer la elección y resistencia republicana
Las elecciones se llevaron a cabo durante los comicios de primavera del estado, que también incluyeron las primarias presidenciales. El brote de la pandemia de COVID-19 en Estados Unidos ocurrió en las semanas previas a las elecciones de primavera. Tras el brote, varios otros estados habían pospuesto sus primarias presidenciales y ampliado sus periodos de votación por correo, ya que funcionarios de salud, trabajadores electorales y votantes expresaron su preocupación de que la votación presencial, en este punto álgido inicial de la pandemia, no sería segura para las personas vulnerables.Hubo llamados para que Wisconsin actuara de manera similar, pero los republicanos estatales se opusieron. Se creía ampliamente que la objeción de los republicanos estatales a posponer las primarias tenía como fin beneficiar a Kelly en la elección para la corte; se consideraba que los republicanos habían apostado a que mantener la elección en la fecha prevista y sin medidas de emergencia reduciría la participación electoral (particularmente entre votantes con tendencia liberal o demócrata), y que una elección con menor participación favorecería a Prosser.
El gobernador de Wisconsin, Tony Evers (demócrata), firmó inicialmente una orden ejecutiva para que las elecciones de primavera se realizaran exclusivamente por voto por correo. Sin embargo, esta orden fue rechazada por la Legislatura de Wisconsin, controlada por los republicanos.En un fallo emitido el 2 de abril, el juez de la Corte de Distrito de los Estados Unidos, William M. Conley, se negó a posponer la elección, pero extendió el plazo para el voto ausente hasta el 13 de abril (ordenando a los secretarios que no divulgaran ningún dato electoral antes de esa fecha).No obstante, el 6 de abril, la Corte Suprema de los Estados Unidos revocó la decisión de Conley, lo que significó que todas las papeletas de voto ausente aún debían tener matasellos con fecha del “día de la elección, martes 7 de abril”, aunque seguía siendo aceptable que las papeletas fueran recibidas por los secretarios hasta el 13 de abril.La Corte Suprema de los Estados Unidos “no modificó la disposición de la orden enmendada de Conley que prohíbe la publicación de resultados hasta el 13 de abril”.El 4 de abril, el gobernador Evers convocó a una sesión especial de la legislatura estatal para el 6 de abril, con el fin de que votaran para posponer la votación presencial. Sin embargo, esta sesión especial terminó a los pocos minutos de iniciarse y sin tomar ninguna medida, lo que obligó a que las primarias se desarrollaran según lo previsto.A pesar de haber expresado previamente que carecía del poder para posponer las elecciones mediante orden ejecutiva,el 6 de abril Evers emitió una orden ejecutiva que, de aplicarse, habría pospuesto las elecciones del 7 de abril hasta la fecha tentativa del 9 de junio.Los líderes republicanos anunciaron de inmediato que impugnarían la orden ante la Corte Suprema de Wisconsin.La Corte Suprema de Wisconsin dictaminó que Evers no tenía autoridad para posponer las elecciones, lo que significó que la orden ejecutiva de Evers quedó anulada y que las elecciones se celebrarían según lo programado el 7 de abril.Esto fue apelado ante un tribunal federal, que falló a favor del gobernador, y luego se apeló ante la Corte Suprema de los Estados Unidos, que por 5 votos contra 4 confirmó el fallo del tribunal estatal.
La votación fue algo caótica, con personas esperando bajo la lluvia durante horas en algunos casos, usando mascarillas y manteniendo el distanciamiento social.Sin embargo, al concluir la elección, el comisionado electoral de Milwaukee, Neil Albrecht, afirmó que, a pesar de algunos problemas, la votación presencial se desarrolló sin contratiempos.

### Campaña
Durante la campaña, Karofsky criticó a Kelly y a otros miembros de la mayoría conservadora de la corte por opiniones mayoritarias que, según ella, les daban la apariencia de estar supeditados a intereses especiales. También criticó a Kelly y a otros jueces conservadores por haber hecho comentarios que caracterizó como inapropiados para jueces.Los comentarios de Karofsky llevaron a que la mayoría conservadora de la corte emitiera declaraciones calificándolos como “insultos infundados”.
Kelly contó con el respaldo del Partido Republicano del estado y recibió el apoyo del presidente republicano en funciones de los Estados Unidos, Donald Trump.
| No.                                                               | Fecha                                                             | Anfitrión                                                         | Moderador                                                         | Enlace                                                            | Candidates   | Candidates    |
| Key: P Participante A Ausente N No invitado I Invitado W Retirado | Key: P Participante A Ausente N No invitado I Invitado W Retirado | Key: P Participante A Ausente N No invitado I Invitado W Retirado | Key: P Participante A Ausente N No invitado I Invitado W Retirado | Key: P Participante A Ausente N No invitado I Invitado W Retirado |              |               |
| Key: P Participante A Ausente N No invitado I Invitado W Retirado | Key: P Participante A Ausente N No invitado I Invitado W Retirado | Key: P Participante A Ausente N No invitado I Invitado W Retirado | Key: P Participante A Ausente N No invitado I Invitado W Retirado | Key: P Participante A Ausente N No invitado I Invitado W Retirado | Daniel Kelly | Jill Karofsky |
| ----------------------------------------------------------------- | ----------------------------------------------------------------- | ----------------------------------------------------------------- | ----------------------------------------------------------------- | ----------------------------------------------------------------- | ------------ | ------------- |
| 1                                                                 | March 12, 2020                                                    | Milwaukee Bar Association                                         | Steve Walters                                                     | WisEye                                                            | P            | P             |

### Encuestas
| Fuente de la encuesta  | Fecha(s) de realización | Tamaño de la muestra | Margen de error | Daniel Kelly | Jill Karofsky |
| ---------------------- | ----------------------- | -------------------- | --------------- | ------------ | ------------- |
| Hodas & Associates (R) | 17–19 de marzo de 2020  | 600 (RV)             | –               | 36%          | 29%           |

### Resultados
| Candidato              | Votos     | %      |
| ---------------------- | --------- | ------ |
| Jill Karofsky          | 855,573   | 55.21% |
| Daniel Kelly (titular) | 693,134   | 44.73% |
| Por escrito            | 990       | 0.06%  |
| Total de votos         | 1,549,697 | 100.0% |

## Secuelas

### Análisis
La amplia victoria de Karofsky fue considerada una enorme sorpresa. Varios analistas políticos señalaron que, en lugar de disminuir la participación de los votantes demócratas y liberales, las maniobras altamente publicitadas por los republicanos estatales para impedir el aplazamiento de la elección motivaron a los demócratas a acudir a votar por Karofsky.Además, los resultados de la elección reflejaron en gran medida el total de votos emitidos en las primarias presidenciales celebradas el mismo día, con los demócratas obteniendo un total combinado de 925,065 votos en la primaria demócrata disputada, y los republicanos consiguiendo 630,196 votos en su primaria no disputada.
Aunque la elección fue formalmente no partidista, el resultado de la elección general fue considerado una victoria para el Partido Demócrata, ya que Karofsky, respaldado por el Partido Demócrata liberal, derrotó a Daniel Kelly, respaldado por el Partido Republicano conservador (quien había sido apoyado por Trump).El resultado redujo la mayoría conservadora de la corte de 5–2 a 4–3. Esta fue la primera vez desde 2008 que un juez titular fue destituido, y solo la segunda vez desde 1967. El 2020 fue solo la octava ocasión en la que un juez titular perdió la reelección en la corte (después de 1855, 1908, 1917, 1947, 1958, 1967 y 2008).
Este resultado difirió de la elección anterior a la Corte Suprema estatal de 2019, en la que un candidato conservador había prevalecido por un margen estrecho sobre un candidato liberal para otro de los escaños de la corte. Sin embargo, el resultado y la proporción de votos se asemejaron al resultado de la Corte Suprema de 2018, a pesar de que ambas elecciones tuvieron niveles diferentes de participación. Similarmente a 2020 y 2018, las dos elecciones a la Corte Suprema celebradas desde entonces (2023 y 2025) también han tenido resultados en los que un candidato liberal ha derrotado a un candidato conservador con una proporción de votos aproximada de 55 % a 45 %, pese a la variación en la participación general entre las cuatro elecciones.